# Anton Słucki

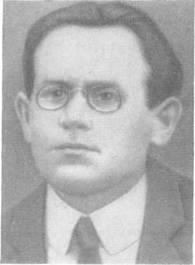

Anton Iosifowicz Słucki (ros. Антон Иосифович Слу́цкий, ur. 1884 w Warszawie, zm. 24 kwietnia 1918 k. Ałuszty) – rosyjski wojskowy i polityk, bolszewik.

## Życiorys
Od 1905 był związany z ruchem rewolucyjnym, kilkakrotnie aresztowany i zsyłany, po rewolucji lutowej został organizatorem partyjnym w Fabryce Obuchowskiej w Piotrogrodzie i członkiem Petersburskiego Komitetu SDPRR(b). Był delegatem na 6 Zjazd SDPRR(b), brał udział w rewolucji październikowej w Piotrogrodzie, na 2 Wszechrosyjskim Zjeździe Rad został wybrany członkiem WCIK. Brał aktywny udział w ustanowieniu władzy bolszewickiej na Krymie, w marcu 1918 został przewodniczącym Rady Komisarzy Ludowych Radzieckiej Socjalistycznej Republiki Taurydy. W kwietniu 1918 został razem z współpracownikami J. Tarwackim i S. Nowosielskim schwytany w zasadzce w pobliżu wioski Bijuk-Lambat (ob. Małyj Majak), przewieziony na przesłuchanie do Ałuszty, a następnie rozstrzelany przez antykomunistycznych działaczy tatarskich.